# 偏钒酸钠
偏钒酸钠是一种无机化合物，化学式为NaVO3。

## 性质
无色棱柱状单斜结晶，溶于水。在自然界以少见的付穆水钒钠石（metamunirite，无水物）和水钒钠矿（munirite，二水物）存在。

## 制备
由五氧化二钒溶于氢氧化钠溶液中，经浓缩结晶而得。
{\displaystyle {\rm {\ V_{2}O_{5}+2NaOH\rightarrow 2NaVO_{3}+H_{2}O}}}

## 用途
用于化肥、照相、煤气脱硫，也用作媒染剂等。